# تقرير الطقس للمطار

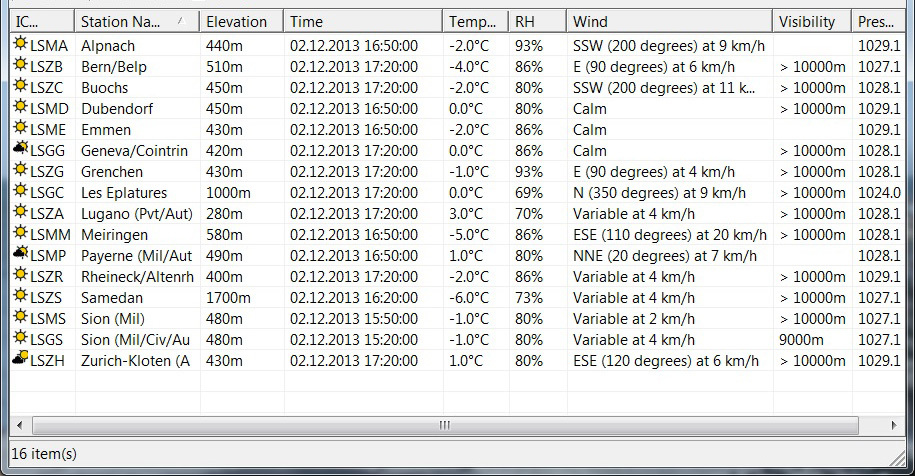

تقرير الطقس للمطار (بالإنجليزية:  METeorological Aerodrome Report)‏ المعروف اختصارا بـ METAR.هو تقرير مختصر لحالة الطقس وليس التنبؤ بالطقس، وهو خاص بالطيران وبالملاحة الجوية. الرموز المستعملة فيه من إعداد أعضاء المنظمة الدولية للطيران المدني ICAO. يستعمل هذا التقرير بالإضافة إلى المطارت العديد من محطات الرصد الجوي بما فيها الأوتوماتيكية منها. وهو مشايه في شكله العام لـ تقرير التنبؤ بالطقس بالمطار. يستعمل تقرير الطقس للمطار كذلك في اعداد رسالة الخدمة الالية لمعلومات المطار (ATIS).

## محتوى تقرير الطقس للمطار
يحدث تقرير الطقس للمطار بصفة عامة كل ساعة أو نصف ساعة خلال ساعات افتتاح المطار، ويحتوي على المعلومات التالية:
- يبدأ بكلمة METAR (نوع التقرير).
- رمز المطار حسب المنظمة الدولية للطيران المدني.
- تاريخ وساعة القياس أو المراقبة.
- إتجاه وسرعة الرياح.
- الرؤية الأفقية.
- السحب.
- درجة الحرارة ونقطة الندى.
- الضغط الجوي على مستوى سطح البحر.
- ملاحظات ومعلومات أخرى.

مع الملاحظة أن تقارير أخرى خاصة بالطقس يمكن أن تأخذ نفس النسق. حيث تستبدل كلمة METAR بكلمة أخرى تدل على نوع التقرير مثل كلمة TAF بالنسبة للتقرير الخاص بالتنبؤ بالطقس المنتظر.

## مثال
```
=METAR DAAG 061930Z 05005KT 2000 -SHRA SCT030 BKN050 25/21 Q1016 NOSIG
```

شرح المثال:
- METAR : نوع التقرير
- DAAG رمز المطار حسب المنظمة الدولية للطيران المدني (هنا مطار الجزائر/ هواري بومدين).
- 061900Z : تارخ وساعة التقرير (اليوم 06 من الشهر الجاري والساعة السابع مساء، يرمز زولو Z إلى التوقيت العالمي الموحد UTC).
- 05005KT : إتجاه الرياح 050 درجة وسرعتها 05 عقدة (KT).
- 2000 : الرؤية الأفقية 2000 متر.
- -SHRA : زخات (SH = shower) مطر (RA = rain) ضعيفة (-)، ثقيلة (+).
- SCT030 : سحب متفرقة (SCT = scattered) على ارتفاع 3000 قدم.
- BKN050 : سحب متجزئة (BKN = broken) على ارتفاع 5000 قدم.
- 25/21 : درجة الحرارة + 25 درجة مئوية، ونقطة الندى +21 درجة مئوية.
- Q1016 : الضغط الجوي (الوحدة هتوباسكال) على مستوى سطح البحر ورمزها (QNH).
- NOSIG : تعني لا تغير مرتقب للساعتين المقبلتين.
- = : مؤشر على نهاية التقرير.

كما يمكن أن يحتوى هذا النوع من التقرير على معلومات كثيرة أخرى حسب الحالة.

## قواعد الكتابة
إن الكلمات المختصرة المستعملة عادة في تقرير طقس المطار METAR هي من
لغات ومصادر متعددة، كما أن وحدات القياس المستعملة ليست من نظام قياس واحد. حيث أنك قد تجد الرؤية الأفقية بالمتر أو الميل البحري، الارتفاع بالقدم، سرعة الرياح بالعقدة. لهذا فقد توجد اختلافات التقرير من بلد إلى آخر.

## انظر ايضاً
- مرحل جوي
- ملاحة جوية
- مجال جوي